# Tjäruholmen, Kronoby
Tjäruholmen är en ö i Finland. Den ligger i sjön Storträsket och i kommunen Kronoby i den ekonomiska regionen  Jakobstadsregionen  och landskapet Österbotten, i den centrala delen av landet, 400 km norr om huvudstaden Helsingfors. Öns area är 0,2 hektar och dess största längd är 60 meter i nord-sydlig riktning.